# Всемирная выставка (1933)
Всемирная выставка «Столетие прогресса» (англ. Century of Progress Exposition) проходила в Чикаго (США) с мая по ноябрь 1933 года. По инициативе правительства США выставка вновь открылась в мае 1934 года и проходила до конца октября. В отличие от прежних всемирных выставок, её проведение в основном финансировалось частным капиталом. Выставка, организация которой совпала с периодом Великой депрессии, проходила под неофициальным девизом «Наука находит, Промышленность претворяет в жизнь, Человек приспосабливается» и подчёркивала роль технического прогресса, прославляя культуру потребления. Отдельными павильонами на ней были представлены свыше 20 крупных промышленных корпораций. «Столетие прогресса» было успешным в финансовом отношении, за два сезона приняв свыше 39 миллионов посетителей. В то же время позднейшие критики отмечают, что выставка уделяла недостаточно внимания социальным аспектам прогресса, в частности практически игнорируя роль в нём женщин и расовых меньшинств.

## Предыстория
Чикаго, основанный в 1833 году, уже был местом проведения Всемирной выставки: в 1893 в городе прошла так называемая Всемирная Колумбовская выставка (англ. World’s Columbian Exposition). Оформленная в стиле бозар выставка 1893 года запомнилась посетителям колесом обозрения, бывшим на тот момент чудом технической мысли, и выступлениями танцовщицы живота Литл-Иджипт. Её проведение в основном финансировалось из городской казны, бюджета штата и федеральных средств.
После Первой мировой войны проведение международных выставок-ярмарок достаточно быстро возобновилось с прежним размахом. Большим успехом у публики пользовались финансируемая французским правительством Колониальная выставка 1922 года в Марселе, организованная в 1924—1925 годах в пригороде Лондона Британская имперская выставка и Полуторастолетняя всемирная выставка в Филадельфии 1926 года. Успехи этих мероприятий произвели впечатление на городские власти Чикаго. В само́м городе уже в 1921 году прошёл Фестиваль прогресса, за две недели привлёкший свыше миллиона посетителей, несмотря на сложную криминальную обстановку в Чикаго. В свете финансового успеха этих мероприятий было принято решение об организации в Чикаго приуроченной к столетию города Всемирной выставки, местом организации которой был избран искусственный Северный остров — узкая насыпная полоса суши к юго-востоку от Чикаго-Луп. В 1927 году председателем организационного комитета выставки был избран магнат Руфус Доз. Доз привлёк к организации выставки своего брата Чарльза — бывшего сенатора и вице-президента в администрации Кулиджа, возглавившего финансовую комиссию выставки. Исполнительным директором комиссии был назначен военный инженер Ленокс Лор — будущий президент NBC.

## Организация
Основная часть времени, в течение которого шла подготовка к выставке, совпала с первыми годами Великой депрессии, в результате которой остались без работы свыше четверти трудящихся США. В этих условиях организаторы приняли решение отказаться от финансирования из государственных или муниципальных средств и сделали ставку на частный капитал. Братьям Дозам удалось заручиться поддержкой значительного количества американских, в первую очередь чикагских, предпринимателей, обеспечивших на первом этапе вложения в размере 12 миллионов долларов, а в итоге на организацию выставки было затрачено свыше 100 миллионов. Среди капиталистов, внесших свой вклад в финансирование выставки, был Джулиус Розенвальд — глава корпорации Sears, Roebuck & Co.. Вливания капиталов в подготовку выставки, оказали сильное положительное влияние на ситуацию с рабочими местами в Чикаго и близлежащем регионе, а впоследствии некоторые из методов организаторов были взяты на вооружение администрацией Ф. Д. Рузвельта в рамках её «Нового курса».

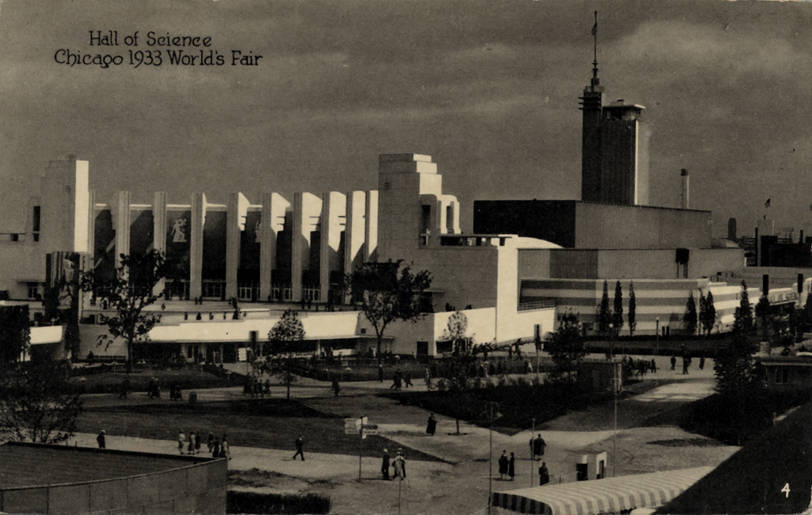
Дворец науки

Как пишет американский историк Шерил Ганз, организаторы выставки — в большинстве своём крупные предприниматели, часто имеющие дело с военно-промышленным комплексом — не разделяли веры в совершенствование человеческого рода и более справедливое будущее, характерной для организаторов первых Всемирных выставок. Если у них и имелись какие-то гуманистические иллюзии, их развеяла Первая мировая война. На смену вере в человечество как двигатель социального прогресса пришла вера в то, что единственным видом прогресса является технологический, движимый наукой и промышленностью. Этим взглядам будущая выставка была обязана своим неофициальным девизом: «Наука находит, Промышленность претворяет в жизнь, Человек приспосабливается» (англ. Science Finds, Industry Applies, Man Conforms). В свою очередь технологическое развитие, с точки зрения организаторов выставки, диктовалось ростом потребительских запросов человечества и стремлением к повышению уровня жизни. Соответственно, акцент экспозиции делался на том, как современные технологии могут облегчить и сделать более удобной повседневную жизнь. Если в выставке 1893 года принимали участие девять корпораций, то спустя сорок лет число павильонов отдельных компаний превысило два десятка, а краеугольным камнем всей экспозиции стал монументальный Дворец науки (англ. Hall of Science). Выставка в Чикаго также рассматривалась промышленниками как возможность укрепить веру широкой общественности в положительную роль науки и индустрии, которой в ходе предшествовавшей войны был нанесён удар применением научных новинок для истребления людей. Для достижения этой цели к организации был привлечён, в частности, Национальный совет по исследованиям (англ. National Research Council.
Если господствующим стилем в архитектуре Колумбовской выставки был монохромный бозар, то в 1933 году здания выставки стали многоцветными, а их линии — по-современному рациональными. Основным стилем построек стал ар-деко, в строительстве широко использовались современные дешёвые материалы — листовое железо и преднапряжённый железобетон. В прошлом отдельным архитекторам или строительным фирмам поручалось сооружение отдельных павильонов, но к «Столетию прогресса» между архитекторами распределялись целые участки территории выставки. Так, бюро Эдварда Беннетта была поручена зона к северу от центральной лагуны выставки, компании Хьюберта Бернема — район южнее 23-й улицы, и так далее. К оформлению были привлечены известный театральный художник Джозеф Урбан и многочисленные дизайнеры. Среди специалистов, чьими услугами организаторы не захотели воспользоваться, оказался Фрэнк Ллойд Райт, позже назвавший стиль оформления выставки «фальшивым».

## Проведение
Выставка «Столетие прогресса» проходила с 27 мая по 12 ноября 1933 года. Общая протяжённость маршрута по всем объектам экспозиции составляла 82 мили (132 км) при цене входного билета 50 центов. На выставке были представлены как экспонаты, имевшие прямое отношение к высокой науке (например, экспозиция во Дворце науки, посвящённая химии серы), так и подчёркнуто простонародные, ярмарочные развлечения — такие, как выступления дрессированных блох или Оддиторий (англ. Odditorium), выполненный в стиле «шоу уродов», характерном для ярмарок прошлого. Фурор производило стрип-шоу Салли Рэнд в павильоне «Улицы Парижа». «Энциклопедия Чикаго» пишет, что Рэнд, талантливая актриса, обладающая хорошим чувством юмора, вкладывала в свой номер больше смысла, чем готов был уловить средний зритель — это выступление задумывалось как пародия на богатых дам из высшего общества Чикаго, тратящих огромные суммы на наряды в то время, как у многих американцев в условиях Великой депрессии не хватало денег на одежду. Другими популярными аттракционами были скайрайд, ракетообразные вагончики которого проносились над территорией ярмарки на высоте 219 футов (67 м) от земли (тросы связывали решётчатые опоры на материковой части города и Северном острове, построенные Баком Роджерсом), Зачарованный остров, где были сконцентрированы развлечения для детей, и роботизированный Фонтан науки.

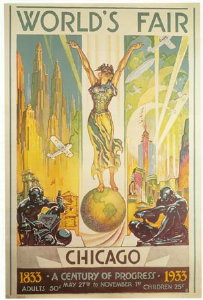
Плакат выставки

Однако наиболее важным аспектом выставки был акцент на роль прогресса в удовлетворении материальных запросов общества. В экспозицию входили сразу несколько модельных домов (в том числе «Дом будущего» чикагского архитектора-модерниста Джорджа Кека), демонстрирующих приближение времени, когда кондиционеры и посудомоечные машины станут доступными для всех деталями быта.
Упор на научно-технический прогресс привёл к тому, что выставка лишь в очень незначительной степени затрагивала темы прогресса социального. В частности, остались без должного внимания темы расового равенства и женской эмансипации. Ганз пишет, что одним из факторов, определивших нехватку женской темы на выставке, была принадлежность её организаторов к тем кругам (военным, промышленным и инженерным), где на тот момент доминировал мужской взгляд на жизнь. Даже 40 лет назад, на Колумбовской выставке, государство, финансировавшее её проведение, обязало устроителей раскрыть тему роли женщины в развитии общества, результатом чего стал отдельный Дом женщины. В 1933 году женщины, по определению «Энциклопедии Чикаго», были представлены главным образом как собственность. Хотя в одном из павильонов было уделено внимание первому поселенцу Чикаго — мулату Жану-Батисту Пуан дю Себлю, — в остальном выставка представляла искажённый образ истории чернокожих жителей США, представляя посетителям образы «счастливых рабов», а культуру народов Африки преломляя через линзу западных предрассудков. Среди павильонов отдельных стран выделялись экспозиции Италии и Германии, в открытую демонстрировавших свою военную мощь.
Несмотря на отмечавшиеся и во время её проведения, и позже, недостатки, чикагская Всемирная выставка была несомненно успешна и в экономическом плане (обеспечив значительное количество людей работой и принеся реальный доход организаторам), и в психологическом — как средство для посетителей забыть о тяжёлых временах и с оптимизмом посмотреть в будущее. На президента Рузвельта её успех произвёл такое впечатление, что по его настоянию на следующий год она была продолжена и шла с 26 мая по 31 октября 1934 года. Отказавшаяся от участия в 1933 году корпорация Ford, обнаружив, что павильон на выставке обеспечил конкурирующей с ней General Motors широкую рекламу, возвела свой собственный павильон в 1934. Эта экспозиция, в центре которой был гигантский глобус, демонстрирующий операции компании по всему миру, стала гвоздём второго сезона выставки. В общей сложности за два года выставку посетило более 39 миллионов человек — рекордная для Всемирных выставок посещаемость. Опыт Чикагской выставки и её видение «мира будущего» были использованы в дальнейшем в организации местных выставок в Далласе, Сан-Диего, Кливленде, Сан-Франциско и, наконец, в Нью-Йорке, где в 1939 году «мир завтрашнего дня» стал темой очередной Всемирной выставки.